# Elecciones presidenciales de Malaui de 2020
Las elecciones presidenciales se celebraron en Malaui el 23 de junio de 2020, habiendo sido originalmente programadas para el 19 de mayo y más tarde el 2 de julio. Siguieron a la anulación de los resultados de las elecciones presidenciales de 2019, en las que Peter Mutharika, del Partido Demócrata Progresista, había recibido la mayor cantidad de votos.
El resultado de las elecciones de repetición fue una victoria para Lazarus Chakwera del Partido del Congreso de Malawi, quien derrotó a Mutharika por un margen de 59% a 40%.

## Antecedentes
En las elecciones generales de mayo de 2019, el presidente Peter Mutharika del Partido Demócrata Progresista (DPP) fue reelegido con el 39% de los votos, derrotando a Lazarus Chakwera del Partido del Congreso de Malaui (35%) y Saulos Chilima del Movimiento de Transformación Unida (20%). El DPP también siguió siendo el partido más grande en la Asamblea Nacional, ganando 62 de los 193 escaños. Sin embargo, las elecciones presidenciales fueron impugnadas en los tribunales por Chakwera y Chilima, y en febrero de 2020 el Tribunal Constitucional anuló los resultados de las elecciones presidenciales, citando pruebas de irregularidades, y ordenó que se celebraran elecciones en un plazo de 150 días.
El Parlamento aprobó el Proyecto de Ley de Enmienda de la Ley de Elecciones Presidenciales y Parlamentarias (PPEA) el 24 de febrero, fijando el 19 de mayo como la fecha para las nuevas elecciones presidenciales y extendiendo los mandatos de los parlamentarios y concejales locales por un año para permitir elecciones presidenciales, parlamentarias y locales armonizadas en 2025. En marzo, la Comisión Electoral de Malawi anunció una nueva fecha de elección, el 2 de julio, un día antes del límite de 150 días para celebrar elecciones establecido por el Tribunal Constitucional. El 21 de mayo, la comisión de Asuntos Jurídicos del Parlamento aprobó las nuevas elecciones presidenciales que se celebrarían el 23 de junio en lugar del 2 de julio.

## Candidatos
Peter Mutharika presentó su nominación el 7 de mayo de 2020, con Atupele Muluzi como su compañero de fórmula.
Lazarus Chakwera y Peter Kuwani presentaron sus respectivas nominaciones un día antes, el 6 de mayo de 2020.

## Sistema electoral
Como resultado de la sentencia del Tribunal Constitucional, el Presidente de Malaui fue elegido utilizando el balotaje, reemplazando el antiguo sistema de escrutinio mayoritario uninominal utilizado en 2019.

## Encuestas
Una encuesta realizada por IPOR Malawi mostró que el 53% de los encuestados esperaban que Lázaro Chakwera ganara las elecciones, mientras que el 31% esperaba que Mutharika ganara.
A nivel nacional, según las encuestas, el 51% votaría por Chakwera, mientras que el 33% lo haría por Mutharika y el 0.2% por Peter Kuwani.
Otra encuesta realizada por el Afrobarómetro sugirió que Chakwera tenía más probabilidades de ganar las elecciones.
En agosto de 2021, el Tribunal Constitucional examina un recurso interpuesto por el Partido Demócrata Progresista de Peter Mutharika. Pide la cancelación de las elecciones presidenciales de 2020 porque a cuatro de sus representantes se les había prohibido formar parte de la Comisión Electoral.

## Resultados
| Candidato                                                        | Candidato                          | Partido                                 | Votos     | %     |
| ---------------------------------------------------------------- | ---------------------------------- | --------------------------------------- | --------- | ----- |
|                                                                  | Lazarus Chakwera                   | Partido del Congreso de Malaui          | 2,604,043 | 59.34 |
|                                                                  | Peter Mutharika                    | Partido Demócrata Progresista           | 1,751,877 | 39.92 |
|                                                                  | Peter Kuwani                       | Movimiento Mbakuwaku para el Desarrollo | 32,456    | 0.74  |
| Votos nulos/en blanco                                            | Votos nulos/en blanco              | Votos nulos/en blanco                   | 57,323    | –     |
| Total                                                            | Total                              | Total                                   | 4,445,699 | 100   |
| Votantes registrados/participación                               | Votantes registrados/participación | Votantes registrados/participación      | 6,859,570 | 64.81 |
| Fuente: MEC Archivado el 25 de junio de 2020 en Wayback Machine. |                                    |                                         |           |       |